# Chaetomitrium schofieldii
Chaetomitrium schofieldii är en bladmossart som beskrevs av Benito C. Tan och H. Robinson 1990. Chaetomitrium schofieldii ingår i släktet Chaetomitrium och familjen Hookeriaceae. Inga underarter finns listade i Catalogue of Life.